# Ionescuellum pseudocarpaticum
Ionescuellum pseudocarpaticum är en urinsektsart som först beskrevs av Josef Nosek 1986.  Ionescuellum pseudocarpaticum ingår i släktet Ionescuellum och familjen Hesperentomidae. Inga underarter finns listade i Catalogue of Life.